# Eublemma costagna
Eublemma costagna là một loài bướm đêm trong họ Erebidae.